# Adesmia balsamica
La jarilla de Chile (Adesmia balsamica) es una especie rara de fanerógama en la familia de las  Legumbres , las  Fabaceae. Pertenece a la subfamilia de las Faboideae. 

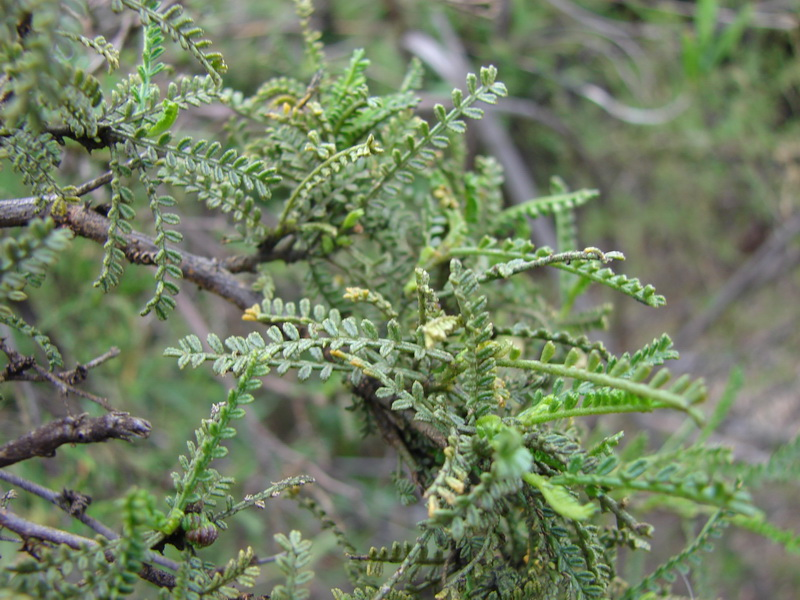
Vista de la planta

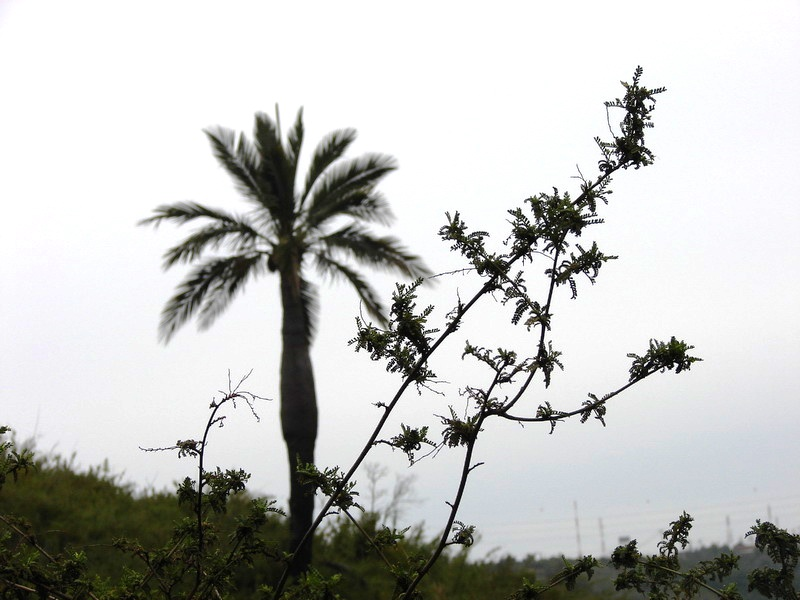
En su hábitat

## Descripción
Es un arbusto siempreverde, inerme, monoico, glabro, más o menos viscoso y resinoso. Ramas sinuosas, delgadas, cubiertas de glándulas que exudan una resina amarilla aromática. Hojas de hasta 6 cm, compuestas, paripinadas, con 10-13 pares de foliolos opuestos, sésiles, ovaladocuneadas, gruesas, márgenes apenas dentados, glabras, muy glandulosas y resinosas, aromáticas. Flores pentámeras, dispuestas en racimos de 3-5 flores que forman un pseudocorimbo en el ápice. Los pétalos de color blanco-amarillento a amarillo, floración entre agosto y noviembre. El fruto es un lomento, seríceo o escasamente pubescente, glanduloso; 6 semillas, maduración entre noviembre y diciembre.

## Distribución
Es una especie arbustiva endémica de Chile Central, restringida a fragmentos en la Cordillera de la Costa de la V Región donde habita en las colinas secas en la provincia de Valparaíso, asociándose generalmente con Adesmia loudonia, Cassia closiana, Chusquea cumingii y Colliguaja odorifera.  

## Propiedades
Adesmia balsamica es un pequeño arbusto que emana un aroma balsámico perfumado La especie se encuentra en partes de América del Sur, con una ubicación ejemplo es Parque nacional La Campana, en Chile.

## Taxonomía
Adesmia balsamica fue descrita por Luigi Aloysius Colla y publicado en Memorie della Reale Accademia delle Scienze di Torino 37: 59, pl. 10. 1834.
Etimología
Adesmia: nombre genérico que deriva de las palabras griegas: 
a- (sin) y desme (paquete), en referencia a los estambres libres.
balsamica: epíteto latíno que significa "como un bálsamo"
Sinonimia
- Patagonium balsamicum (Bertero ex Colla) Kuntze[9]